# Старое Бурнашево
Ста́рое Бурна́шево (тат. Кара Борнаш) — село в Апастовском районе Республики Татарстан. Входит в состав  Куштовского сельского поселения.

## Этимология названия
Татарский вариант топонима произошел от слова «кара» (чёрный) и антропонима «Борнаш».

## География
Деревня находится на реке Була, в 17 км к западу от районного центра, посёлка городского типа Апастово.

## История
В окрестностях села выявлен археологический памятник – Старобурнашевское селище (булгарский период).
Село основано в XVII веке.
В XVIII – первой половине XIX веков жители относились к категории государственных крестьян. Основные занятия жителей в этот период – земледелие и скотоводство.
В «Списке населенных мест по сведениям 1859 года», изданном в 1866 году, населённый пункт упомянут как казённая деревня Старая Бурнашева (Карабурнаши) 2-го стана Тетюшского уезда Казанской губернии. Располагалась при безымянном озере, по левую сторону почтового тракта из Казани в Симбирск, в 55 верстах от уездного города Тетюши и в 8 верстах от становой квартиры во владельческом селе Знаменское (Чипчаги). В деревнях в 20  дворах жили 132 человека (59 мужчин и 73 женщины). Была мечеть.
В начале XX века в селе функционировали мечеть, бакалейная лавка. В этот период земельный надел сельской общины составлял 459,6 десятины.
В 1930–1940 годы село входило в сельхозартель имени Нариманова (по другим данным, «Кызыл Татарстан»).
До 1920 года село входило в Чирки-Кильдуразовскую волость Тетюшского уезда Казанской губернии. С 1920 года в составе Тетюшского, с 1927 года – Буинского кантонов ТАССР. С 10 августа 1930 года в Апастовском, с 1 февраля 1963 года в Буинском, с 4 марта 1964 года в Апастовском районах.

## Население
| 1782 | 1859 | 1897 | 1908 | 1920 | 1926 | 1938 | 1949 | 1958 | 1970 | 1979 | 1989 | 2002 | 2010 | 2015 |
| ---- | ---- | ---- | ---- | ---- | ---- | ---- | ---- | ---- | ---- | ---- | ---- | ---- | ---- | ---- |
| 10   | 132  | 312  | 390  | 436  | 449  | 417  | 285  | 379  | 317  | 246  | 179  | 131  | 116  | 104  |

Национальный состав села: татары.

## Известные уроженцы
Р. И. Салахов (р. 1941) – заслуженный юрист РТ и РФ, председатель Высшего арбитражного суда РТ (в 1996–2001 годах), председатель Арбитражного суда РТ (в 2001–2011 годах).

## Экономика
Жители работают преимущественно в сельскохозяйственном предприятии «Свияга», занимаются полеводством.

## Объекты культуры и медицины
В селе действуют сельский клуб, фельдшерско-акушерский пункт.

## Религиозные объекты
Мечеть (1996 год).